# Silke Leffler
Silke Leffler (* 1970 in Vorarlberg, Österreich) ist eine deutsche Designerin und Illustratorin.

## Leben
Silke Leffler wuchs in verschiedenen Staaten Europas, darunter Österreich, Holland und Süddeutschland, sowie in verschiedenen Ländern Afrikas auf; während ihrer Gymnasialzeit am neusprachlichen Zweig des St.-Gotthard-Gymnasiums lebte sie im niederbayerischen Hengersberg. Nach dem Abitur 1989 machte sie eine Schneiderlehre und studierte anschließend Textildesign. Sie lebt und arbeitet in der Nähe von Rottweil auf dem Land. Die Künstlerin ist verheiratet und hat drei Kinder.

## Werk
Sie arbeitete für ein Designstudio in England und machte sich schließlich 1996 als freischaffende Textildesignerin selbständig, wobei sie auch Aufträge großer Firmen zu ihren Referenzen zählen kann. Zu ihren Aufträgen zählen u. a. Bettwäsche und Textilien aller Art und Teppiche. Seit 1998 kamen vermehrt auch Aufträge großer Verlage hinzu und seither illustriert sie Bücher (v. a. Kinderbücher), Kalender, Postkarten und verschiedene andere Druckerzeugnisse.
Sehr typisch für ihren Stil und zugleich Markenzeichen sind die sehr fantasievollen Illustrationen, die mit vielen liebevollen Details in Form von Collagen gehalten sind, wobei oft die Relationen der Objekte zueinander sehr stark und zugleich gewollt variieren. Sie vermischt dabei Klebe- und Maltechniken. Ihre Materialien sind dabei oft verschiedenster Art: Auf Flohmärkten kauft sie alte Noten- und Notizhefte, sowie Briefe und alte Landkarten, Tapeten, Briefmarken und Geschenkpapier. Diese werden oft in die nötigen Formen zerschnitten und miteinander kombiniert. Auf diese Weise erzählt sie dem Betrachter ihre ganz eigene Interpretation eines Märchens und schafft fantasievolle Bilder. Die Inspiration für ihr Schaffen holt sich Silke Leffler aus der Natur ihrer häuslichen Umgebung sowie aus Gesprächen und Beobachtungen mit Kindern. Mittlerweile hat Silke Leffler internationale Anerkennung erreicht. Für einige ihrer Buchillustrationen hat sie Preise und Auszeichnungen erhalten.
Zu ihren bisherigen Veröffentlichungen zählen unzählige Bücher, v. a. Kinderbücher (jüngstes Beispiel: „Emma im Knopfland“ von Ulrike Rylance, erschienen im Februar 2011), sowie Fotoalben, Notizbücher, Geschenk-Bücher, aber auch Postkarten, Dekoartikel.
Sie designte den Kuscheltier-Wolf Lufsig bei IKEA, der im Dezember 2013 ein Protest-Zeichen in Hongkong wurde.

## Auszeichnungen
- 1997 1. Preis für die Gestaltung eines Weinetiketts für Spago's Tokyo/Japan, Beverly Hills/USA
- 1998 Nachwuchsförderpreis der Reinhold-Beitlich-Stiftung, Tübingen
- 2004 1. Preis „Das schönste Kinderbuch Österreichs 2003“ für „Das Fabelbuch“
- 2004 Preis der Stadt Wien für das Kinderbuch „Freunde lässt man nicht im Stich“
- 2005 Preis der Stadt Wien für das Kinderbuch „Der Blumenball“
- 2006 Österreichischer Kinder- und Jugendbuchpreis, Aufnahme des  Buches „Der Tageschlucker“ in die Ehrenkollektion
- 2006 Diplom anlässlich der II. Tallinn Illustration Triennale (TIT 2006), Estland[7]